# Danh sách album của Taylor Swift
Nữ ca sĩ kiêm nhạc sĩ sáng tác bài hát người Mỹ Taylor Swift đã phát hành 11 album phòng thu gốc, 4 album phòng thu tái thu âm, 5 đĩa mở rộng và 4 album trực tiếp. Cô đã bán được ước tính 114 triệu đơn vị album trên toàn thế giới và nếu tính theo bản thuần thì cô đã tẩu tán được 37,3 triệu bản ở Hoa Kỳ và 3,34 triệu ở Anh Quốc. Swift được Hiệp hội Công nghiệp Ghi âm Hoa Kỳ (RIAA) chứng nhận tiêu thụ 51 triệu bản ở Hoa Kỳ. Tính đến tháng 1 năm 2024, cô là nghệ sĩ solo có nhiều tuần nhất ở vị trí số 1 ở bảng Billboard 200 Hoa Kỳ.
Swift ký hợp đồng thu âm với Big Machine Records vào năm 2005 và phát hành sáu album với hãng này. Album đầu tay của cô (2006) của cô đã dành 157 tuần trên Billboard 200 tính đến tháng 12 năm 2009 và trở thành album trụ nhiều tuần trên bảng xếp hạng hơn so với bất kỳ album nào khác trong thập niên 2000. Album thứ hai Fearless (2008) của Swift là album duy nhất trong thập niên 2000 dành 1 năm trụ vững top 10 của Billboard 200, được RIAA chứng nhận đĩa Kim cương, và còn là album đầu tiên của Swift đứng đầu bảng xếp hạng ở Úc, Canada và New Zealand. Các album tiếp theo của cô có thể kể đến gồm có Speak Now (2010), Red (2012), 1989 (2014) và Reputation (2017). Toàn bộ đều ra mắt ở vị trí quán quân tại Billboard 200, bán được triệu bản trong tuần đầu ở Hoa Kỳ và đều đạt vị trí số một tại Úc, Canada và New Zealand. Ngoại trừ Speak Now, ba album sau đạt vị trí số một tại Anh Quốc.
Swift ký hợp đồng với hãng Republic Records thuộc Universal Music Group vào năm 2018 và cho ra mắt ba album phòng thu kế tiếp gồm Lover (2019), Folklore (2020) và Evermore (2020) ở ngay vị trí đầu bảng Billboard 200. Lover là album bán chạy nhất toàn cầu của một nghệ sĩ solo năm 2019 và là Swift đầu tiên đạt vị trí quán quân ở Tây Ban Nha và Thụy Điển. Folklore đưa Swift trở thành nhạc sĩ đầu tiên có bảy album bán được ít nhất 500.000 bản trong tuần đầu tiên phát hành tại Hoa Kỳ. Album thứ mười Midnights (2022) trở thành album thứ năm của Swift bán được hơn một triệu bản trong tuần đầu tiên ở Mỹ, và phá các kỷ lục lượt phát trực tuyến lớn nhất trong tuần đối với một album nữ ở Mỹ và số lượt phát trực tuyến trong một ngày và một tuần nhiều nhất trên Spotify. Swift trở thành nghệ sĩ đầu tiên được vinh danh album bán chạy nhất trong một năm dương lịch tại Mỹ sáu lần: 2009 (Fearless), 2014 (1989), 2017 (Reputation), 2019 (Lover), 2020 (Folklore) và 2022 (Midnights).
Sau cuộc tranh chấp quyền sở hữu bản thu âm gốc vào năm 2019, Swift cho phát hành các album tái thu âm với tên gọi hậu tố Taylor Version gồm: Fearless (Taylor's Version) (2021), Red (Taylor's Version) (2021), Speak Now (Taylor's Version) (2023) và 1989 (Taylor's Version) (2023). Tất cả đều đạt vị trí số một ở các quốc gia nói tiếng Anh: Úc, Canada, Ireland, New Zealand, Anh Quốc và Hoa Kỳ. Fearless (Taylor's Version) cũng là album tái thu âm đầu tiên đứng đầu bảng xếp hạng Billboard 200. 1989 (Taylor's Version) trở thành album thứ sáu của Swift bán được hơn một triệu bản trong tuần đầu tiên tại Mỹ và phá kỷ lục doanh số bán đĩa than vinyl tuần đầu tiên tại Mỹ cao nhất trong thế kỷ 21.

## Album phòng thu
| Taylor Swift                                                                                        | - Phát hành: 24 tháng 10 năm 2006 - Hãng đĩa: Big Machine - Định dạng: CD, DVD, LP, tải kỹ thuật số, phát trực tuyến           | 5              | 33             | 14             | —              | 59             | 38             | —              | —              | —              | 81             | - Hoa Kỳ: 5.800.000                                         | - RIAA: 7× Bạch kim - ARIA: 2× Bạch kim - BPI: Vàng - MC: Bạch kim |
| Fearless                                                                                            | - Phát hành: 11 tháng 11 năm 2008 - Hãng đĩa: Big Machine - Định dạng: CD, DVD, LP, tải kỹ thuật số, phát trực tuyến           | 1              | 2              | 1              | 23             | 7              | 1              | 5              | 28             | 12             | 5              | - Hoa Kỳ: 7.300.000 - Úc: 500.000                           | - RIAA: Kim cương - ARIA: 8× Bạch kim - BPI: 2× Bạch kim - IFPI DEN: Bạch kim - IFPI NOR: Vàng - IRMA: 2× Bạch kim - MC: 4× Bạch kim - RMNZ: 3× Bạch kim                         |
| Speak Now                                                                                           | - Phát hành: 25 tháng 10 năm 2010 - Hãng đĩa: Big Machine - Định dạng: CD, DVD, LP, tải kỹ thuật số, phát trực tuyến           | 1              | 1              | 1              | 26             | 6              | 1              | 4              | 10             | 18             | 6              | - Hoa Kỳ: 4.800.000                                         | - RIAA: 6× Bạch kim - ARIA: 3× Bạch kim - BPI: Bạch kim - IFPI NOR: Vàng - IRMA: Vàng - MC: 3× Bạch kim - RMNZ: 3× Bạch kim                                                      |
| Red                                                                                                 | - Phát hành: 22 tháng 10 năm 2012 - Hãng đĩa: Big Machine - Định dạng: CD, DVD, LP, tải kỹ thuật số, phát trực tuyến           | 1              | 1              | 1              | 3              | 1              | 1              | 2              | 4              | 8              | 1              | - Hoa Kỳ: 4.500.000 - Anh Quốc: 619.000                     | - RIAA: 7× Bạch kim - ARIA: 5× Bạch kim - BPI: 2× Bạch kim - GLF: Vàng - IFPI DEN: Bạch kim - IRMA: Bạch kim - MC: 4× Bạch kim - RMNZ: 2× Bạch kim                               |
| 1989                                                                                                | - Phát hành: 27 tháng 10 năm 2014 - Hãng đĩa: Big Machine - Định dạng: CD, DVD, LP, tải kỹ thuật số, phát trực tuyến           | 1              | 1              | 1              | 2              | 1              | 1              | 1              | 4              | 17             | 1              | - Hoa Kỳ: 6.300.000 - Canada: 542.000 - Anh Quốc: 1.144.000 | - RIAA: 9× Bạch kim - ARIA: 11× Bạch kim - BPI: 5× Bạch kim - GLF: Vàng - IFPI DEN: 2× Bạch kim - IFPI NOR: 3× Bạch kim - MC: 6× Bạch kim - PROMUSICAE: Vàng - RMNZ: 9× Bạch kim |
| Reputation                                                                                          | - Phát hành: 10 tháng 11 năm 2017 - Hãng đĩa: Big Machine - Định dạng: CD, DVD, LP, tải kỹ thuật số, cassette, phát trực tuyến | 1              | 1              | 1              | 3              | 1              | 1              | 1              | 3              | 2              | 1              | - Hoa Kỳ: 2.400.000                                         | - RIAA: 3× Bạch kim - ARIA: 4× Bạch kim - BPI: 2× Bạch kim - GLF: Bạch kim - IFPI DEN: Bạch kim - IFPI NOR: Vàng - PROMUSICAE: Vàng - RMNZ: 4× Bạch kim                          |
| Lover                                                                                               | - Phát hành: 23 tháng 8 năm 2019 - Hãng đĩa: Republic - Định dạng: CD, LP, tải kỹ thuật số, cassette, phát trực tuyến          | 1              | 1              | 1              | 3              | 1              | 1              | 1              | 1              | 1              | 1              | - Hoa Kỳ: 1.500.000 - Canada: 61.000                        | - RIAA: 3× Bạch kim - ARIA: 3× Bạch kim - BPI: 2× Bạch kim - IFPI DEN: Bạch kim - IFPI NOR: Bạch kim - PROMUSICAE: Vàng - RMNZ: 4× Bạch kim                                      |
| Folklore                                                                                            | - Phát hành: 24 tháng 7 năm 2020 - Hãng đĩa: Republic - Định dạng: CD, LP, tải kỹ thuật số, cassette, phát trực tuyến          | 1              | 1              | 1              | 1              | 1              | 1              | 1              | 2              | 3              | 1              | - Hoa Kỳ: 1.700.000 - Canada: 62.000                        | - RIAA: 2× Bạch kim - ARIA: 2× Bạch kim - BPI: 2× Bạch kim - IFPI DEN: Bạch kim - IFPI NOR: Bạch kim - PROMUSICAE: Vàng - RMNZ: 3× Bạch kim                                      |
| Evermore                                                                                            | - Phát hành: 11 tháng 12 năm 2020 - Hãng đĩa: Republic - Định dạng: CD, LP, tải kỹ thuật số, cassette, phát trực tuyến         | 1              | 1              | 1              | 2              | 2              | 1              | 3              | 11             | 3              | 1              | - Hoa Kỳ: 913.000 - Canada: 31.000                          | - RIAA: Bạch kim - ARIA: Bạch kim - BPI: Bạch kim - IFPI DEN: Bạch kim - IFPI NOR: Vàng - MC: Vàng - PROMUSICAE: Vàng - RMNZ: 2× Bạch kim                                        |
| Midnights                                                                                           | - Phát hành: 21 tháng 10 năm 2022 - Hãng đĩa: Republic - Định dạng: CD, LP, tải kỹ thuật số, cassette, phát trực tuyến         | 1              | 1              | 1              | 1              | 1              | 1              | 1              | 1              | 1              | 1              | - Hoa Kỳ: 2.609.000 - Anh Quốc: 235.000                     | - RIAA: 2× Bạch kim - ARIA: 2× Bạch kim - BPI: 2× Bạch kim - IFPI DEN: Bạch kim - IFPI NOR: Vàng - MC: 2× Bạch kim - PROMUSICAE: Bạch kim - RMNZ: 3× Bạch kim                    |
| The Tortured Poets Department                                                                       | - Phát hành: 19 tháng 4 năm 2024 - Hãng đĩa: Republic - Định dạng: CD, LP, tải kỹ thuật số, cassette, phát trực tuyến          | 1              | 1              | 1              | 1              | 1              | 1              | 1              | 1              | 1              | 1              | - Hoa Kỳ: 2,474,000 - Canada: 108,000 - Anh Quốc: 271,000   | - ARIA: Bạch Kim - BPI: 2× Bạch Kim - IFPI DEN: Bạch Kim - PROMUSICAE: Bạch Kim - RMNZ: 3× Bạch Kim                                                                              |
| The Life of a Showgirl                                                                              | - Phát hành: 3 tháng 10 năm 2025 - Hãng đĩa: Republic - Định dạng: CD, LP, tải kỹ thuật số, cassette, phát trực tuyến          | Chưa phát hành | Chưa phát hành | Chưa phát hành | Chưa phát hành | Chưa phát hành | Chưa phát hành | Chưa phát hành | Chưa phát hành | Chưa phát hành | Chưa phát hành | Chưa phát hành                                              | Chưa phát hành |
| "—" có nghĩa là bản thu âm không có mặt trên bảng xếp hạng hoặc không được phát hành ở quốc gia đó. | |                |                |                |                |                |                |                |                |                |                |                                                             | |

### Tái thu âm
| Tựa đề                       | Chi tiết album | Vị trí xếp hạng cao nhất | Vị trí xếp hạng cao nhất | Vị trí xếp hạng cao nhất | Vị trí xếp hạng cao nhất | Vị trí xếp hạng cao nhất | Vị trí xếp hạng cao nhất | Vị trí xếp hạng cao nhất | Vị trí xếp hạng cao nhất | Vị trí xếp hạng cao nhất | Vị trí xếp hạng cao nhất | Doanh số                                | Chứng nhận                                                                               |
| Tựa đề                       | Chi tiết album | Hoa Kỳ                   | Úc                       | Canada                   | Đan Mạch                 | Ireland                  | New Zealand              | Na Uy                    | Tây Ban Nha              | Thụy Điển                | Anh Quốc                 | Doanh số                                | Chứng nhận                                                                               |
| ---------------------------- | --- | ------------------------ | ------------------------ | ------------------------ | ------------------------ | ------------------------ | ------------------------ | ------------------------ | ------------------------ | ------------------------ | ------------------------ | --------------------------------------- | ---------------------------------------------------------------------------------------- |
| Fearless (Taylor's Version)  | - Phát hành: 9 tháng 4 năm 2021 - Hãng đĩa: Republic - Định dạng: CD, LP, tải kỹ thuật số, cassette, phát trực tuyến   | 1                        | 1                        | 1                        | 8                        | 1                        | 1                        | 2                        | 3                        | 17                       | 1                        | - Hoa Kỳ: 737.000 - Canada: 18.000      | - ARIA: Vàng - BPI: Vàng - RMNZ: Bạch kim                                                |
| Red (Taylor's Version)       | - Phát hành: 12 tháng 11 năm 2021 - Hãng đĩa: Republic - Định dạng: CD, LP, tải kỹ thuật số, phát trực tuyến           | 1                        | 1                        | 1                        | 3                        | 1                        | 1                        | 1                        | 3                        | 8                        | 1                        | - Hoa Kỳ: 950.000 - Canada: 24.000      | - ARIA: Bạch kim - BPI: Bạch kim - IFPI DEN: Vàng - PROMUSICAE: Vàng - RMNZ: 2× Bạch kim |
| Speak Now (Taylor's Version) | - Phát hành: 7 tháng 7 năm 2023 - Hãng đĩa: Republic - Định dạng: CD, LP, tải kỹ thuật số, cassette, phát trực tuyến   | 1                        | 1                        | 1                        | 6                        | 1                        | 1                        | 2                        | 1                        | 1                        | 1                        | - Hoa Kỳ: 755.000                       | - ARIA: Vàng - BPI: Vàng - RMNZ: Vàng                                                    |
| 1989 (Taylor's Version)      | - Phát hành: 27 tháng 10 năm 2023 - Hãng đĩa: Republic - Định dạng: CD, LP, tải kỹ thuật số, cassette, phát trực tuyến | 1                        | 1                        | 1                        | 1                        | 1                        | 1                        | 1                        | 1                        | 1                        | 1                        | - Hoa Kỳ: 1.481.000 - Anh Quốc: 143.000 | - BPI: Bạch kim - IFPI DEN: Vàng - PROMUSICAE: Bạch kim - RMNZ: Bạch kim                 |

## Album trực tiếp
| Tựa đề                                                                                              | Chi tiết album | Vị trí cao nhất | Vị trí cao nhất | Vị trí cao nhất | Vị trí cao nhất | Vị trí cao nhất | Vị trí cao nhất | Vị trí cao nhất | Vị trí cao nhất | Doanh số          | Chứng nhận          |
| Tựa đề                                                                                              | Chi tiết album | Hoa Kỳ          | Úc              | Canada          | Đan Mạch        | Ireland         | New Zealand     | Tây Ban Nha     | Anh Quốc        | Doanh số          | Chứng nhận          |
| --------------------------------------------------------------------------------------------------- | --- | --------------- | --------------- | --------------- | --------------- | --------------- | --------------- | --------------- | --------------- | ----------------- | ------------------- |
| Speak Now World Tour – Live                                                                         | - Phát hành: 21 tháng 11 năm 2011 - Hãng đĩa: Big Machine - Định dạng: Tải xuống kỹ thuật số, phát trực tuyến, CD+DVD/Blu-ray | 11              | 16              | 25              | —               | —               | —               | 91              | —               | - Hoa Kỳ: 376.000 | - ARIA: 3× Bạch kim |
| Live from Clear Channel Stripped 2008                                                               | - Phát hành: 23 tháng 4 năm 2020 - Hãng đĩa: Big Machine - Định dạng: Tải xuống kỹ thuật số, phát trực tuyến                  | —               | —               | —               | —               | —               | —               | —               | —               |                   |                     |
| Lover (Live from Paris)                                                                             | - Phát hành: 19 tháng 5 năm 2020 - Hãng đĩa: Republic - Định dạng: Streaming, LP                                              | 58              | —               | —               | —               | —               | —               | —               | 90              |                   |                     |
| Folklore: The Long Pond Studio Sessions                                                             | - Phát hành: 24 tháng 11 năm 2020 - Hãng đĩa: Republic - Định dạng: Tải xuống kỹ thuật số, phát trực tuyến, LP                | 3               | 24              | —               | 12              | 6               | 24              | —               | 4               | - Hoa Kỳ: 75.000  |                     |
| "—" có nghĩa là bản thu âm không có mặt trên bảng xếp hạng hoặc không được phát hành ở quốc gia đó. | |                 |                 |                 |                 |                 |                 |                 |                 |                   |                     |

## Đĩa mở rộng
| Napster Live                                                                                        | - Phát hành: 24 tháng 10 năm 2006 (độc quyền tại Napster) - Hãng đĩa: Big Machine - Định dạng: Tải xuống kỹ thuật số, phát trực tuyến | —  |                     |                               |
| The Taylor Swift Holiday Collection                                                                 | - Phát hành: 14 tháng 10 năm 2007 - Hãng đĩa: Big Machine - Định dạng: CD, tải kỹ thuật số, phát trực tuyến                           | 20 | - Hoa Kỳ: 1.100.000 | - RIAA: Bạch kim - ARIA: Vàng |
| Rhapsody Originals                                                                                  | - Phát hành: tháng 11 năm 2007 (độc quyền tại Rhapsody) - Hãng đĩa: Big Machine - Format: Tải xuống kỹ thuật số, phát trực tuyến      | —  |                     |                               |
| iTunes Live from SoHo                                                                               | - Phát hành: 15 tháng 1 năm 2008 (độc quyền tại iTunes) - Hãng đĩa: Big Machine - Định dạng: Tải xuống kỹ thuật số, phát trực tuyến   | —  |                     |                               |
| Beautiful Eyes                                                                                      | - Phát hành: 15 tháng 7 năm 2008 (độc quyền tại Walmart) - Hãng đĩa: Big Machine - Định dạng: CD+DVD                                  | 9  | - Hoa Kỳ: 369.000   |                               |
| "—" có nghĩa là bản thu âm không có mặt trên bảng xếp hạng hoặc không được phát hành ở quốc gia đó. | |    |                     |                               |

## Linh tinh

### Tổng hợp độc quyền trên nền tảng trực tuyến
| Tựa đề                                                                       | Mô tả                                                     | Ghi chú |
| ---------------------------------------------------------------------------- | --------------------------------------------------------- | --- |
| Spotify Singles                                                              | - Phát hành: 13 tháng 4 năm 2018 - Hãng đĩa: Big Machine  | - EP độc quyền trên Spotify gồm một phiên bản trực tiếp acoustic "Delicate" (2017) từ BBC Radio 1's Big Weekend và một đoạn hát lại "September" (1978) của Earth, Wind & Fire |
| Reputation Stadium Tour Surprise Song Playlist                               | - Phát hành: 30 tháng 11 năm 2018 - Hãng đĩa: Big Machine | - Danh sách phát gồm các "bài hát bất ngờ" mà Swift trình diễn tại chuyến lưu diễn Reputation Stadium Tour (2018) của cô |
| Folklore: The Escapism Chapter                                               | - Phát hành: 21 tháng 8 năm 2020 - Hãng đĩa: Republic     | - Danh sách phát chứa những bài nhất định nằm trong Folklore |
| Folklore: The Sleepless Nights Chapter                                       | - Phát hành: 24 tháng 8 năm 2020 - Hãng đĩa: Republic     | - Danh sách phát chứa những bài nhất định nằm trong Folklore |
| Folklore: The Saltbox House Chapter                                          | - Phát hành: 27 tháng 8 năm 2020 - Hãng đĩa: Republic     | - Danh sách phát chứa những bài nhất định nằm trong Folklore |
| Folklore: The Yeah I Showed Up at Your Party Chapter                         | - Phát hành: 21 tháng 9 năm 2020 - Hãng đĩa: Republic     | - Danh sách phát chứa những bài nhất định nằm trong Folklore, kèm theo màn biểu diễn trực tiếp "Betty" tại giải Âm nhạc Đồng quê viện hàn lâm lần thứ 55 |
| Willow (The Witch Collection)                                                | - Phát hành: 16 tháng 12 năm 2020 - Hãng đĩa: Republic    | - Bản mở rộng Remix gồm các phiên bản và video mới của đĩa đơn năm 2020 "Willow" |
| The Dropped Your Hand While Dancing Chapter                                  | - Phát hành: 21 tháng 1 năm 2021 - Hãng đĩa: Republic     | - Danh sách phát chứa những bài nhất định nằm trong Folklore và Evermore |
| The Forever Is the Sweetest Con Chapter                                      | - Phát hành: 28 tháng 1 năm 2021 - Hãng đĩa: Republic     | - Danh sách phát chứa những bài nhất định nằm trong Folklore và Evermore |
| The Ladies Lunching Chapter                                                  | - Phát hành: 4 tháng 2 năm 2021 - Hãng đĩa: Republic      | - Danh sách phát chứa những bài nhất định nằm trong Folklore và Evermore |
| Fearless (Taylor's Version): The Halfway Out the Door Chapter                | - Phát hành: 13 tháng 5 năm 2021 - Hãng đĩa: Republic     | - Danh sách phát chứa những bài nhất định nằm trong Fearless (Taylor's Version) |
| Fearless (Taylor's Version): The Kissing in the Rain Chapter                 | - Phát hành: 19 tháng 5 năm 2021 - Hãng đĩa: Republic     | - Danh sách phát chứa những bài nhất định nằm trong Fearless (Taylor's Version) |
| Fearless (Taylor's Version): The I Remember What You Said Last Night Chapter | - Phát hành: 24 tháng 5 năm 2021 - Hãng đĩa: Republic     | - Danh sách phát chứa những bài nhất định nằm trong Fearless (Taylor's Version) |
| Fearless (Taylor's Version): The From the Vault Chapter                      | - Phát hành: 26 tháng 5 năm 2021 - Hãng đĩa: Republic     | - Danh sách phát chứa những bài nhất định nằm trong Fearless (Taylor's Version) |
| Red (Taylor's Version): Could You Be the One Chapter                         | - Phát hành: 13 tháng 1 năm 2022 - Hãng đĩa: Republic     | - Danh sách phát chứa những bài nhất định nằm trong Red (Taylor's Version) |
| Red (Taylor's Version): She Wrote a Song About Me Chapter                    | - Phát hành: 18 tháng 1 năm 2022 - Hãng đĩa: Republic     | - Danh sách phát chứa những bài nhất định nằm trong Red (Taylor's Version) |
| Red (Taylor's Version): The Slow Motion Chapter                              | - Phát hành: 25 tháng 1 năm 2022 - Hãng đĩa: Republic     | - Danh sách phát chứa những bài nhất định nằm trong Red (Taylor's Version) |
| Red (Taylor's Version): From the Vault Chapter                               | - Phát hành: 31 tháng 1 năm 2022 - Hãng đĩa: Republic     | - Danh sách phát chứa những bài nhất định nằm trong Red (Taylor's Version) |
| Taylor Swift's Fountain Pen Songs                                            | - Phát hành: 14 tháng 10 năm 2022 - Hãng đĩa: Republic    | - Danh sách phát độc quyền của Apple Music chứa những bài trong các album trước của Swift |
| Taylor Swift's Glitter Gel Pen Songs                                         | - Phát hành: 14 tháng 10 năm 2022 - Hãng đĩa: Republic    | - Danh sách phát độc quyền của Apple Music chứa những bài trong các album trước của Swift |
| Taylor Swift's Quill Pen Songs                                               | - Phát hành: 14 tháng 10 năm 2022 - Hãng đĩa: Republic    | - Danh sách phát độc quyền của Apple Music chứa những bài trong các album trước của Swift |
| Anti-Hero (Remixes)                                                          | - Phát hành: 11 tháng 11 năm 2022 - Hãng đĩa: Republic    | - Bản mở rộng Remix chứa các phiên bản của đĩa đơn năm 2022 "Anti-Hero" |
| Lavender Haze (Remixes)                                                      | - Phát hành: 3 tháng 3 năm 2023 - Hãng đĩa: Republic      | - Bản mở rộng Remix chứa các phiên bản của đĩa đơn năm 2022 "Lavender Haze" |
| The More Fearless (Taylor's Version) Chapter                                 | - Phát hành: 17 tháng 3 năm 2023 - Hãng đĩa: Republic     | - Danh sách phát chứa những bài nhất định nằm trong Fearless (Taylor's Version) và "If This Was a Movie (Taylor's Version)", và đây là phiên bản tái thu âm của Speak Now |
| The More Lover Chapter                                                       | - Phát hành: 17 tháng 3 năm 2023 - Hãng đĩa: Republic     | - Danh sách phát chứa những bài nhất định nằm trong Lover (2019) và ca khúc trước đó chưa từng phát hành "All of the Girls You Loved Before" |
| The More Red (Taylor's Version) Chapter                                      | - Phát hành: 17 tháng 3 năm 2023 - Hãng đĩa: Republic     | - Danh sách phát chứa những bài nhất định nằm trong Red (Taylor's Version), cùng với hai bài thu âm lại "Eyes Open (Taylor's Version)" và "Safe & Sound (Taylor's Version)" hợp tác với Joy Williams và John Paul White. Hai bài thu âm lại đã từng được phát hành trong The Hunger Games: Songs from District 12 and Beyond (2012) |
| The Cruelest Summer                                                          | - Phát hành: 18 tháng 10 năm 2023 - Hãng đĩa: Republic    | - EP chứa bản gốc, phiên bản remix và phiên bản trực tiếp đĩa đơn năm 2023 "Cruel Summer" trong chuyến lưu diễn The Eras Tour. |

### Bộ hộp
| Tựa đề                    | Mô tả                                                                   | Ghi chú |
| ------------------------- | ----------------------------------------------------------------------- | --- |
| Complete Album Collection | - Phát hành: 22 tháng 11 năm 2013 - Định dạng: CD - Hãng đĩa: Universal | - Bộ hộp độc quyền ở Đức gồm 5 đĩa CD: Taylor Swift, Fearless, Speak Now, Red và Speak Now World Tour – Live |